# فايكنغز (الموسم 3)
فايكنغز (الموسم 3) هو الجزء الثالث من المسلسل التلفزيوني الدرامي التاريخي، كتبه وأنشأه مايكل هيرست لقناة التاريخ الكندية. عرض الموسم الثاني لأول مرة في 19 فبراير 2015 في كندا واختتم في 23 أبريل 2015، ويتكون من عشر حلقات.

## طاقم العمل والشخصيات

### الأساسيين
- ترافيس فيميل بدور راغنار لوثبروك
- كاثرين وينيك بدور لاغيرثا، زوجة راغنار السابقة، تحكم هيديبي وتدعو نفسها إيرل إنغستاد
- كليف ستاندين بدور رولو، أخ راغنار[3]
- جيسالين جيلسيج بدور سيغي، أرملة الإيرل هارلدسون وحبيبة رولو
- جوزتاف سكارسجارد بدور فلوكي، بنّاء السفن وصديق راغنار
- جورج بلاجدين بدور أثيلستان، راهب من نورثمبريا ممزق بين آلهة الفايكنغ وإله المسيحية، ومستشار لكل من الإيرل راغنار والملك إيكبرت
- الكسندر لودفيج بدور بيورن يارنسيدا، أبن راغنار ولاغيرثا[4]
- أليسا سثرلاند بدور الأميرة آسلوغ[4]
- بن روبسون بدور كالف، حاكم هديبي في غياب لاغيرثا[4]
- كيفن دوراند بدور هاربارد، رجل متجول[4]
- لوثير بلوتو في بدور الإمبراطور تشارلز في غرب فرنسا[4]
- دونال لوغ بدور الملك هوريك الأول
- لينوس روش بدور الملك إيكبرت في ويسيكس، الملك الماكرة لويسيكس

### ظهروا بشكل متواتر
- إيمي بيلي بدور الأميرة/الملكة كوينثريث من ميرسيا
- مو دانفورد بدور الأمير إيثلولف من ويسيكس، أبن الملك إيكبرت
- مود هيرست بدور هيلغا، امرأة فلوكي
- غايا فايس بدور بورون، العبدة التي حررها بيورون ويحبه
- جيني جاك بدور الأميرة جوديث من نورثمبريا، ابنة الملك أيلا وزوجة إيثلولف
- جون كافانا بدور الرائي/المشعوذ
- ستيف وول بدور إينار، أحد أقارب الإيرل سيغفارد
- كاثال أوهالين بدور هفيتسرك، الابن الثاني لراغنار وأسلوغ
- كورماك ميليا بدور أوبي، الابن الأكبر لراغنار وأسلوغ
- فيليب أوسوليفان بدور الأسقف إدموند
- آرون موناغان بدور الأمير برجريد، الأخ الأصغر للأميرة كوينثريث
- إيدفين إندر بدور إيرلندور، أبن الملك هوريك
- جورجيا هيرست بدور تورفي، أرملة الإيرل بورج وزوجة إيرلندور الجديدة
- جريج أورفيز بدور إيرل سيغفريد، أحد قادة الفايكنغ في حصار باريس
- فرانكي ماكافيرتي بدور سينريك، رحّال مُتعدد اللغات
- أوين رو بدور الكونت أودو في باريس
- مورغان بولانسكي بدور الأميرة غيسلا من غرب فرنسا، ابنة الإمبراطور تشارلز[4]
- هيو بارمنتر بدور رولاند، القائد الأول تحت الكونت أودو وشقيق تريز
- مارك هوبرمان بدور لويس، جندي في باريس
- كارين حسن بدور تيريز، شقيقة رولاند وعشيقة الكونت أودو

### الضيوف
- إيان بيتي بدور الملك بريثولف من مرسيا
- إيفان كاي بدور الملك أيلا من نورثمبريا
- إلينور كراولي بدور ستاندر، المزارع الذي هرب من ويسيكس بعد غارة إيثلولف
- إيدي درو بدور أودين، يظهر في رؤى راغنار
- كارل شعبان بدور يسوع، يظهر في الرؤى
- جيمس ميرفي بدور أنسغار، وهو راهب يحاول تنصير الفايكنغ في كاتيغات

## الحلقات
| ر. الإجمالي | ر. في الموسم | العنوان         | المخرج     | الكاتب      | تاريخ العرض الأصلي |
| ----------- | ------------ | --------------- | ---------- | ----------- | ------------------ |
| 20          | 1            | «المرتزق»       | كين جيروتي | مايكل هيرست | 19 فبراير 2015     |
| 21          | 2            | «الرحّال»        | كين جيروتي | مايكل هيرست | 27 فبراير 2015     |
| 22          | 3            | «قدر المقاتل»   | جيف وولنو  | مايكل هيرست | 5 مارس 2015        |
| 23          | 4            | «المشوّهة»       | جيف وولنو  | مايكل هيرست | 12 مارس 2015       |
| 24          | 5            | «المغتصب»       | هيلين شافر | مايكل هيرست | 19 مارس 2015       |
| 25          | 6            | «ولدت من جديد»  | هيلين شافر | مايكل هيرست | 26 مارس 2015       |
| 26          | 7            | «باريس»         | كيلي ماكين | مايكل هيرست | 2 أبريل 2015       |
| 27          | 8            | «إلى البوّابات»  | كيلي ماكين | مايكل هيرست | 9 أبريل 2015       |
| 28          | 9            | «نقطة الانهيار» | كين جيروتي | مايكل هيرست | 16 أبريل 2015      |
| 29          | 10           | «الميّت»         | كين جيروتي | مايكل هيرست | 23 أبريل 2015      |

## الإنتاج

### الموسيقى
تم تأليف النتيجة الموسيقية للموسم الثالث من قبل تريفور موريس بالتعاون مع إينار سيلفيك وستيف تافاجليوني. التسلسل الافتتاحي مصحوب مرة أخرى بأغنية If I Had a Heart للمغنية Fever Ray.
تم إصدار ألبوم الموسيقى التصويرية في 15 مايو 2015 بواسطة شركة Sony Classical Records.  قطعتان إضافيتان لم يتم تضمينهما في الألبوم هما أغنيتا سيلفيك الأصلية «فولوسبا» - ظهرت في "Born Again" ، قبل أغنية "Floki Appears to Kill Athelstan" مباشرةً - و "Heljarlokk" ، من تأليف Selvik و Lindy-Fay Hella و ظهرت في «الموتى».[بحاجة لمصدر] تم إصدار أغنية Voluspá كأغنية من قبل Wardruna في 9 نوفمبر 2018.
تم عرض موسيقى إضافية غير أصلية للمجموعة الموسيقية النرويجية Wardruna في حلقات "The Wanderer" و "Paris" و "To the Gates!" و «نقطة الانهيار». المسارات المميزة - التي لم يتم تضمينها في إصدار الموسيقى التصويرية - هي "Helvegen" و "Løyndomsriss" و "Heimta Thursday" و "Algir - Tognatale" و "Rotlaust Tre Fell" و "Sowelu" و "IwaR" و "IngwaR" و Ár var alda.

## وصلات فنية
- (بالإنجليزية)
- فايكنغز  في قاعدة بيانات الأفلام على الإنترنت (بالإنجليزية)